# رود بوی
رود بوی (انگلیسی: Buy) یک رودخانه در سرزمین پرم کشور روسیه است.